# Nimbostratus
Nimbostratus (abreviere Ns) este un gen de nori care se prezintă cu grosime și întindere foarte mare. Norii nimbostratus sunt constituiți din picături de apă (deseori supraracită), uneori din cristale de gheață și fulgi de zăpadă, iar câteodată dintr-un amestec de particule lichide și solide. Sub baza inferioară pot apărea nori deșirați, zdrențăroși care pot fi sudați de ei. Prezintă precipitații continue de ploaie sau ninsoare.

## Specii
Nu are.

### Varietăți
Nu are.

#### Particularități
- Funcție de precipitații: virga, precipitațio.
- Nori accesori: pannus.

## Galerie foto

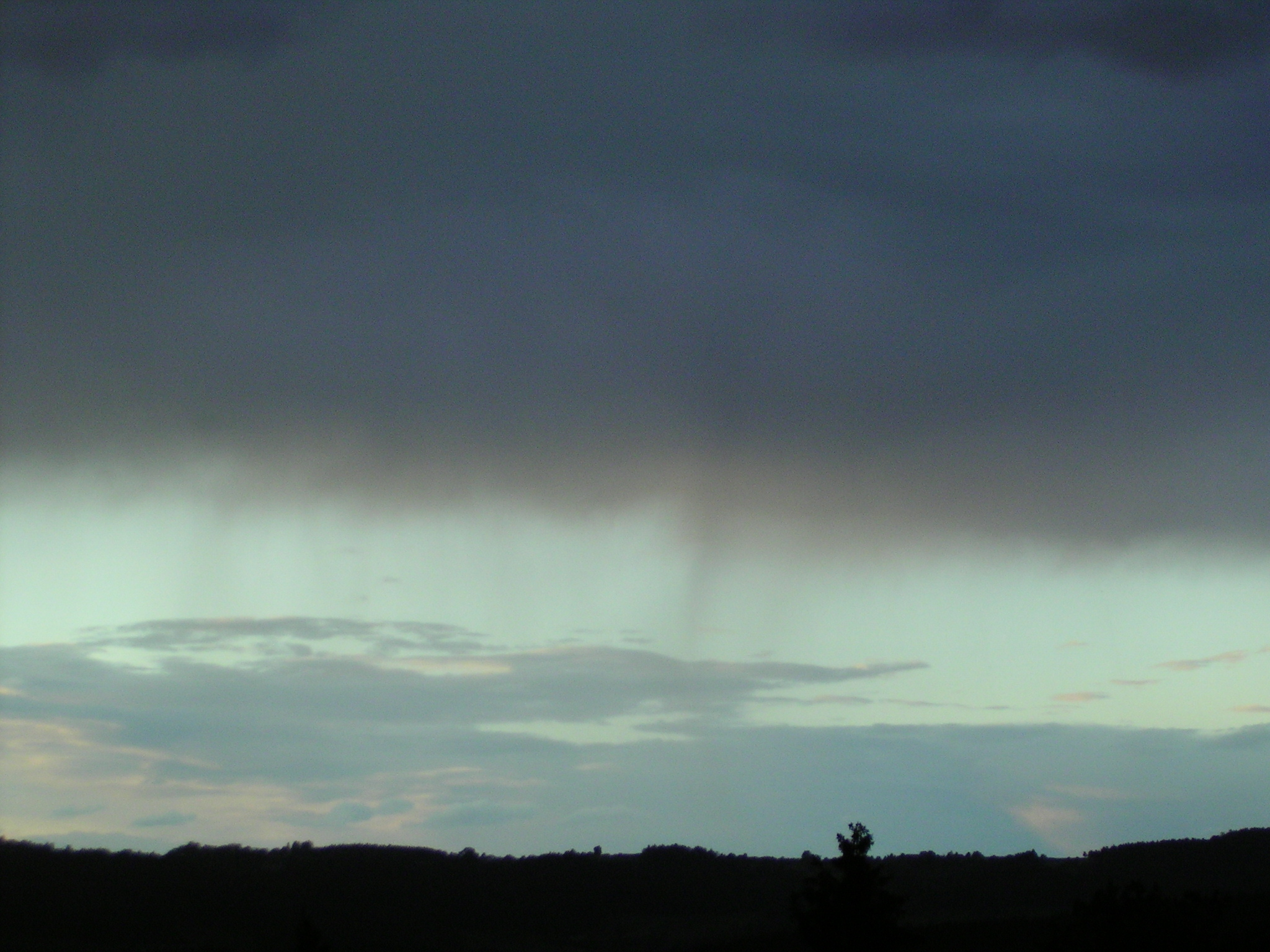
Nimbostratus virga